# Gilingsari
Gilingsari is een bestuurslaag in het regentschap Temanggung van de provincie Midden-Java, Indonesië. Gilingsari telt 1009 inwoners (volkstelling 2010).